# Vannella crassa
Vannella crassa – gatunek ameby należący do rodziny  Vannellidae z supergrupy Amoebozoa według klasyfikacji Cavaliera-Smitha.
Gatunek odkryty i opisany w 1926 roku przez Schaeffera. Nigdy od tej pory nie stwierdzony ponownie.
Forma pełzająca jest kształtu wachlarzowatego albo trójkątnego. Hialoplazma zajmuje mniej niż połowę całkowitej długości pełzaka, tylny koniec ciała trójkątny lub wycięty w charakterystyczny ogon. Osobnik dorosły osiąga w ruchu wielkość 40 – 50 μm. Posiada pojedyncze jądro o średnicy 12 μm z centralnie umieszczonym jąderkiem o średnicy 5 μm.
Forma swobodnie pływająca posiada nieregularne, tępo zakończone pseudopodia.
Występuje w morzu.